# Левенте (венгерский князь)
Левенте (венг. Levente; умер в 1047) — представитель династии Арпадов, брат королей Андраша I и Белы I.

## Биография

### Происхождение
Место Левенте и его братьев в династии не совсем определено: вызывает споры имя его отца, а также вопрос старшим или младшим сыном он был из братьев.
Большинство исследователей считает Левенте и его братьев Андрея I и Белу I сыновьями Вазула и венгерки из рода Татун, другая часть утверждает, что их родителями были брат Вазула — Ласло Лысый и его русская жена. Вазул и Владислав были двоюродными братьями короля Венгрии Иштвана I.
По поводу старшинства Левенте и его братьев также идут дискуссии. Например, на сайте Мирослава Марека Левенте назван старшим сыном и предполагается, что он родился около 1012 года. Foundation for Medieval Genealogy и Шафров называют Левенте младшим из братьев.

### Изгнанник
После трагичной гибели Вазула в 1031 году Левенте вместе с братьями покинули Венгрию и стали жить в Чехии. Через какое-то время они переехали в Польшу, где остался Бела, женившийся в 1039/1042 году на дочери польского короля Мешко.
Не желая быть при польском дворе дополнением к брату, Андрей и Левенте поехали к правителю Владимира Волынского (Назаренко предполагал, что это был Изяслав или Святослав Ярославичей). Так как тот их не принял, «опасаясь короля Венгрии» Петра Орсеоло, братья отправились в земли печенегов. Печенеги заподозрили, что братья являются лазутчиками арестовали их и, по словам Шимона Кезаи, планировали их убить. Но в конце концов Левенте и Андрей приехали в Киев.
Исследователи по-разному оценивают время, которое братья провели в той или иной стране. Одна крайняя точка зрения утверждает, что на Руси они появились уже в 1034 и провели 12 лет, а другая крайняя — что они появились там в 1038 и провели 8 лет. Кузьмин предполагал, что «Ruthenorum», в котором побывали Левенте и Андрей — это не Киевская Русь, а дунайская Русь, расположенная «либо в империи, либо Венгрии».

### Вероисповедание
Во время пребывания на Руси Андрей «женился на дочери герцога Руси». На основании этого считается, что Андрей женился на дочери Ярослава Мудрого (её принято именовать Анастасией). Предполагается, что ради брака с дочерью Ярослава Мудрого Андрей должен был поменять веру и принять христианство. Считается, что ранее, вступая в брак с польской княжной, это сделал Бела. Таким образом Левенте был единственным из братьев, кто сохранил веру отцов.
М. К. Юрасов в своей работе приводит иную точку зрения венгерских исследователей: Дьёрдь Дьёрффи, Антал Барта утверждают, что уже дед братьев Михай, его дети Вазул, Владислав а значит и братья были христианами. Предполагая, что об этом говорят христианские формы имен персонажей.

### Возвращение и смерть
В 1046 году знать Венгрии, недовольная Петром Орсеоло, собралась в Чанаде и призвала Левенте и его братьев вернуться. Венгерская иллюстрированная хроника сообщает, к моменту их возвращения вспыхнуло восстание Ваты. Восставшие боролись не только против Петра, но и против христианизации Венгрии. Братья Андрей и Левенте вернулись. Восстание было в их интересах, так как оно боролось с Петром.
Королём Венгрии стал Андрей, а не Левенте. Исследователи по-разному объясняют этот факт: одни говорят, что Левенте был старше брата, но венгерская знать и церковь опасались, что он «развратил бы всю Венгрию с язычеством и идолопоклонством», другие объясняют тем что Левенте был младше брата.
В 1047 году Левенте умер: «Так как Левенте не жил, как католик, то его похоронили у села Токсун (венг. Taksony — Такшонь) за Дунаем, где лежит, как говорят, Токсун (Такшонь), его дед, по языческому обычаю».

## В кино
- Покорение / Honfoglalás (1996; Венгрия) режиссёр Габор Кольтаи, в роли Левенте Жолт Ангер.